# Zarathustra
Zarathustra (avestiska: Zaraθuštra "den som äger gyllene kameler", persiska: زرتشت, grekiska: Ζωροάστρης eller Zoroastres, kurdiska: Zerdeşt, turkiska: Zerdüşt), var en iransk profet, filosof och diktare som levde omkring 1500 f.Kr. i den nordöstra delen av det historiska Stor-Iran, dvs. nuvarande Centralasien. Han är känd som författare av lärodikten Sånger (Gāthā) som översatts till svenska av Ashk Dahlén.
Zarathustra var grundare av läran om "det goda samvetet" (avestiska: vohu daēna), av moderna orientalister kallad zoroastrismen. Han var en av de första filosoferna och ställde en etisk dualism och människans fria vilja i centrum för sin filosofi. Vissa forskare anser att han undervisade en monoteistisk (eller möjligen monolatrisk) religion. 
Zarathustras lära var under mer än tusen år den dominerande religionen i Stor-Iran (den iranska kultursfären) men har idag endast cirka 110 000-120 000 anhängare, varav de flesta lever i Indien, Iran, Nordamerika och Storbritannien.

## Barndom
Bland de antika grekerna förekom överdrivna dateringar av Zarathustras verksamhetstid till 6500-talet f.Kr. I början av 1900-talet tenderade västerländska religionshistoriker att datera Zarathustra till en tidpunkt samtida med, eller infallande tämligen kort tid innan, Dareios I regeringstid (522-486 f.Kr.), men, av språkliga skäl, anses någon gång mellan cirka 1400 f.Kr. och 1000 f.Kr. vara mer sannolikt bland nutida språk- och religionshistoriker.
Den moderna forskningen är enig om att Zarathustra levde och verkade i nordöstra Stor-Iran, vilket motsvarar nuvarande Centralasien eftersom språket i Sånger är författade på ett östiranskt fornspråk. På Zarathustras tid tillhörde området öster om Kaspiska havet, dvs. nuvarande Turkmenistan, Uzbekistan, Tadzjikistan och även Afghanistan), den iranska världen. Zarathustra var enligt Avesta, son till Pourushaspa och tillhörde släkten Spitama. Han ska enligt zoroastrisk tradition ha gått i lära hos en släkting till modern Dughdav. Vid femton års ålder blev han av sin fader Pourushaspa upptagen som vuxen genom en traditionell initiationsrit med en gördel, som idag kallas navjote.
Zarathustra ska ha varit ett mycket nyfiket barn till sin natur, han ville ha svar på de stora frågorna; Vem skapade solen och stjärnorna? Vem gör så att molnen och månen blir större och mindre? Vem gör så att barnen känner tilltro till sina föräldrar? Vem skapade vattnet och jorden? Vem gör så att vinden och molnen rör på sig? "Jag är villig att veta allt detta och mer", sade Zarathustra.
Zarathustra sägs ha vandrat i naturen, tittat på djuren och växterna. Han uppmärksammade hästarna, korna och fåren, och han lekte med deras ungar. Han iakttog fåglarna, han tittade på träden, och lyssnade på ljudet från den levande floden. Han såg sina föräldrar som tog hand om sjuka människor och djur. Han blev intresserad av poesi, och hans gamla lärare hade lärt honom om poesins rytm.

## Kallelse och utvandring
Vid trettio års ålder framträdde Zarathustra enligt zoroastrisk tradition som en förkunnare av ett filosofiskt budskap som han fått av himmelsguden Ahura Mazda. Men eftersom han motarbetades av samhällets härskare och präster tvingades han utvandra. Han mottogs av kung Kavi Vishtaspa och hans fru Atossa som hade sitt hov någonstans i södra Centralasien (enligt zoroastrisk tradition i Balkh i dagens Afghanistan). Till Vishtaspas ära planterade Zarathustra en cypress i nordöstra Persien som är berömd som Cypressen i Kashmar. Med tiden fick Zarathustra alltfler anhängare och hans lära spreds fredligt över stora delar av Persien. Enligt traditionen sökte Zarathustras fiender upp honom och mördade honom när han en kväll mediterade i ett tempel i Balkh.
Zarathustras traditionella titel är "Den rättrådige" (Ašo, från avestiskans aša).

## Sånger(Gāthā)
Zarathustra är författare till Sånger, en hyllning till Den höga visheten (Ahura Mazda). Verket innehåller Zarathustras grundläggande filosofiska idéer, har traderats muntligen från generation till generation och skrevs ned först på sasanidisk tid. Språkvetaren Ashk Dahlén har redogjort för Zarathustras bärande filosofiska tankar i olika publikationer.
Sånger ingår i Avesta, ett iranskt kulturellt samlingsverk som av vissa kallats zoroastrismens "heliga bok" och är författat på det avestiska språket. Samlingen kan betraktas som mänsklighetens kanske äldsta såväl filosofiska som religiösa skrift.

## Zarathustra hos svenska författare
Zarathustragestalten har ända sedan renässansen utövat dragningskraft på svenska författare som Per Daniel Amadeus Atterbom och Viktor Rydberg. Med Friedrich Nietzsches Så talade Zarathustra och Nathan Söderbloms religionshistoriska introduktion till zoroastrismen och översättningar i urval av Sånger i Främmande Religionsurkunder (1908) blev Zarathustra ett känt namn hos allmänheten. I vår tid har Zarathustra inspirerat författare som Nikanor Teratologen, Stefan Whilde (Zarathustra talar till makaronerna, 2005) och Anders Nilsson (Den fria illviljan, 2018).
Zarathustras samlade verk har översatts till och introducerats på svenska av språkvetaren Ashk Dahlén med titeln Sånger : Den äldsta iranska diktningen (2023).